# الطرح (كفر الدوار)
قرية الطرح هي إحدى القرى التابعة لمركز كفر الدوار في محافظة البحيرة في جمهورية مصر العربية. حسب إحصاءات سنة 2006، بلغ إجمالي السكان في الطرح 29365 نسمة، منهم 14887 رجل و14478 امرأة.